# 畑原基成
畑原 基成（はたはら もとなり、1954年（昭和29年）5月13日 - 2017年（平成29年）1月8日）は、日本の政治家。山口県議会議員（自由民主党所属）。山口県議会議長。元山口県玖珂郡錦町（現:岩国市）長。

## 経歴
- 1973年（昭和48年）山口県立広瀬高等学校卒業
- 1975年（昭和50年）大阪修成建設専門学校卒業
- 1991年（平成3年）錦町長選挙で落選 （36歳）
- 1994年（平成6年）岩国青年会議所理事長
- 1995年（平成7年）錦町長選挙で当選 （1期目=40歳）
- 1999年（平成11年）山口県議会議員玖珂郡区で当選 （1期目=44歳）
- 2000年（平成12年）社会福祉法人錦福祉会理事長
- 2001年（平成13年）自由民主党山口県連政調副会長
- 2003年（平成15年）山口県議会議員玖珂郡区で当選 （2期目=48歳）
- 2003年（平成15年）自由民主党山口県連副幹事長
- 2005年（平成17年）山口県議会　文教警察委員長　就任
- 2007年（平成19年）山口県議会議員岩国市・玖珂郡区で当選（3期目=52歳）
- 2007年（平成19年）山口県議会　総務企画委員長　就任
- 2009年（平成21年）山口県議会　議会運営委員長　就任
- 2011年（平成23年）山口県議会議員岩国市・玖珂郡区で当選（4期目=56歳）
- 2011年（平成23年）山口県議会　議会運営委員長　就任
- 2015年（平成27年）山口県議会議長　就任
- 2017年（平成29年）死去。叙従五位、旭日中綬章追贈[3]。

## 主な要職
- 山口県中国山地大規模林業圏開発推進協議会　顧問
- 玖北地区中山間地域総合整備事業（広域連携型）推進協議会　顧問
- 岩国基地民間空港早期再開発期成同盟会　顧問
- 岩国空港早期再開推進協議会　顧問
- シティ電車延長運行推進期成同盟会　顧問
- 山口県東部高速交通体系整備促進協議会　幹事長
- 山口県立広瀬高等学校発展対策協議会　顧問
- 山口県スキー連盟　顧問
- 山口県立広瀬高等学校同窓会紫明会　会長
- 山口県ホッケー協会　会長
- 岩国市銃剣道連盟　会長
- あたごテニスクラブ　会長